# Secteur pastoral de Montlhéry-Longpont
Le secteur pastoral de Montlhéry-Longpont est une circonscription administrative de l'église catholique de France, subdivision du diocèse d'Évry-Corbeil-Essonnes.

## Histoire
Le synode diocésain de 1987 a modifié le statut du doyenné en secteur pastoral.

## Organisation
Le secteur pastoral de Montlhéry-Longpont est rattaché au diocèse d'Évry-Corbeil-Essonnes, à l'archidiocèse de Paris et à la province ecclésiastique de Paris. Il est situé dans le vicariat Nord et la zone urbaine du diocèse.

### Paroisses suffragantes
Le siège du doyenné est fixé à Longpont-sur-Orge. Le secteur pastoral de Montlhéry-Longpont regroupe les paroisses des communes de:
- La Ville-du-Bois,
- Leuville-sur-Orge,
- Linas,
- Longpont-sur-Orge,
- Marcoussis,
- Montlhéry,
- Nozay,
- Villiers-sur-Orge.

### Prêtres responsables
| Période                                  | Période | Identité          | Fonction précédente | Observation |
| ---------------------------------------- | ------- | ----------------- | ------------------- | ----------- |
| 2007                                     | 2020    | Frédéric Gatineau |                     | -           |
| Les données manquantes sont à compléter. |         |                   |                     |             |

## Patrimoine religieux remarquable
- Église Saint-Merry à Linas ;
- Basilique Notre-Dame-de-Bonne-Garde à Longpont-sur-Orge ;
- Église Sainte-Marie-Madeleine à Marcoussis.

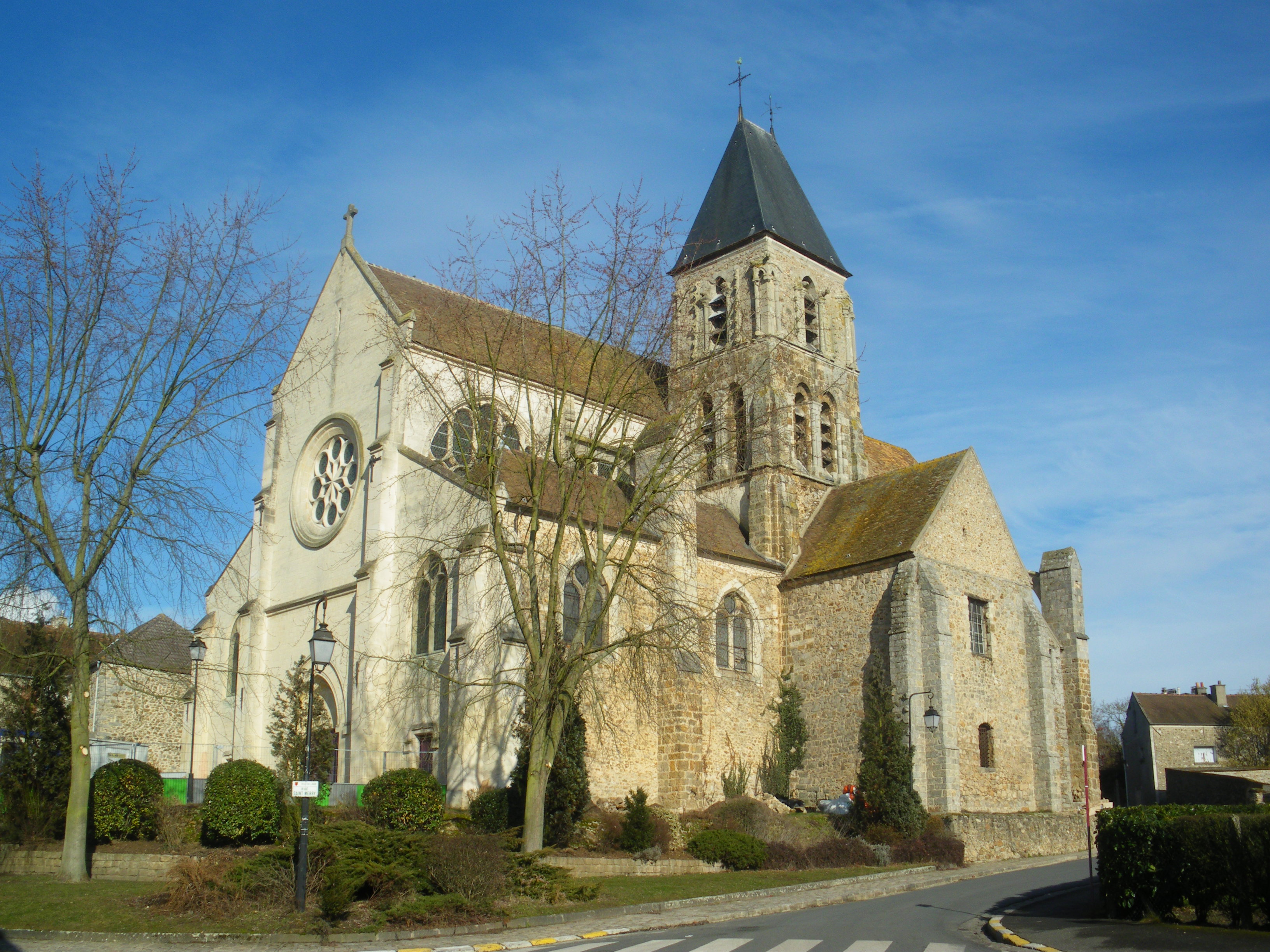
L'église Saint-Merry de Linas.
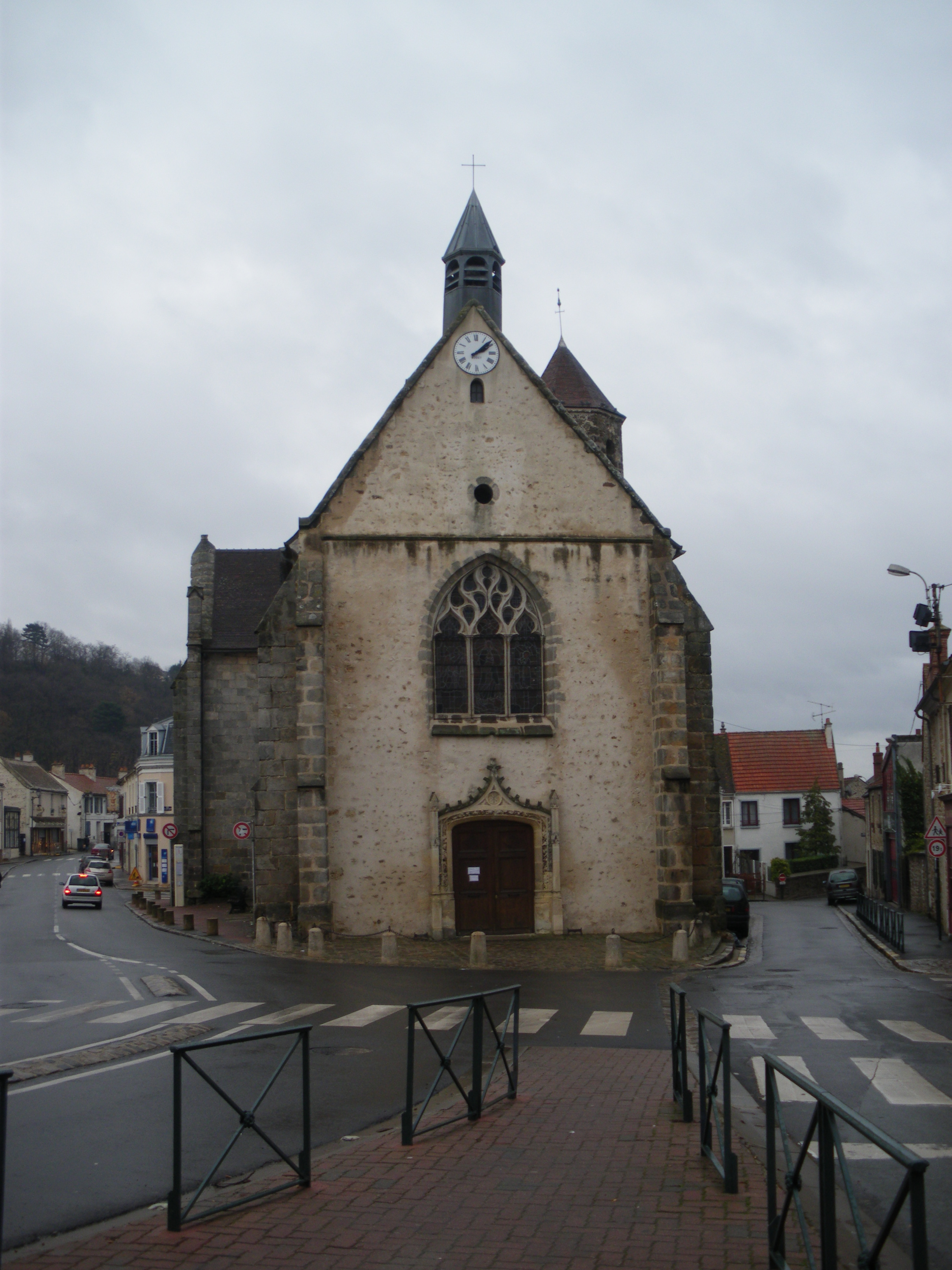
L'église Sainte-Marie-Madeleine de Marcoussis

## Pour approfondir

## Sources
1. ↑  « Carte du découpage en secteurs sur le site du diocèse. »(Archive.org • Wikiwix • Archive.is • Google • Que faire ?) Consulté le 10/08/2010.